# Pee-wee Herman
Pee-wee Herman, meno frequentemente nella grafia Pee-Wee Herman, è un personaggio immaginario comico creato dagli attori statunitensi Paul Reubens e Phil Hartman, e interpretato dallo stesso Reubens. È stato protagonista di film e serie televisive durante gli anni ottanta. L'eterno bambino Pee-wee Herman è nato per uno sketch del suo creatore, per poi diventare protagonista di uno speciale televisivo della HBO nel 1981, The Pee-wee Herman Show. Vista la crescente popolarità del personaggio, Paul Reubens lo porta al cinema nel 1985 nel film, diretto da Tim Burton, Pee-wee's Big Adventure, attenuando le allusioni destinate al pubblico adulto, in favore di un maggiore appeal per il pubblico infantile. Questo film ha preparato il pubblico alla successiva pluripremiata serie televisiva della CBS Pee-wee's Playhouse, trasmessa dal 1986 al 1991, e vincitrice di ben 15 Emmy Award. Un altro film con protagonista Pee-wee Herman, Big Top Pee-wee - La mia vita picchiatella (Big Top Pee-wee), è stato distribuito nel 1988.
A seguito dello scandalo che ha coinvolto Paul Reubens nel 1991, l'attore ha deciso di accantonare il personaggio durante gli anni novanta, facendolo gradualmente ritornare in scena nel decennio successivo, quando Reubens comincia a pensare a un nuovo film con protagonista Pee-wee, Pee-wee's Playhouse: The Movie. Nel giugno del 2007 Reubens riappare nelle vesti di Pee-wee Herman per la prima volta dal 1992 nello speciale televisivo di Spike TV, 2007 Spike Guys' Choice Awards. Dopo una lunga pausa, un terzo film, Pee-wee's Big Holiday, viene distribuito da Netflix nel 2016. Questa è stata l'ultima volta che Reubens ha interpretato il personaggio prima della sua morte avvenuta nel 2023.

## Caratteristiche
Nei film e nelle fiction televisive, il background di Pee-wee Herman è rimasto relativamente ambiguo. Nelle interviste è stato ritratto come un personaggio reale, un cabarettista che ha ampliato la sua carriera interpretando sé stesso nei suoi film e serie televisive. Ciò trova eco nel fatto che una stella sulla Hollywood Walk of Fame è stata assegnata a Pee-wee Herman anziché a Paul Reubens.
Sia in Pee-wee's Big Adventure che in Pee-wee's Playhouse, il personaggio si circonda di strane invenzioni e decorazioni e non ha chiari mezzi di sostentamento, mentre Big Top Pee-wee - La mia vita picchiatella lo raffigura come agricoltore/inventore. Durante un segmento del luglio 1983 di Late Night with David Letterman, Pee-wee afferma di avere una sorella di nome Hermione, che fa la Girl Scout, mentre il nome di sua madre è Honny Herman e il nome di suo padre è Herman Herman: tutti nella sua famiglia hanno un nome che inizia con una "H" tranne lui. Questo viene ribadito nuovamente in uno speciale del 1988. dove viene detto che Pee-wee è cresciuto in Florida.
Pee-wee è comunemente ritratto come un bambino impaziente e amante del divertimento con manierismi delicati, effeminato ed espressioni facciali bizzarre. La sua età non è mai stata dichiarata esplicitamente, anche se una volta ha proclamato al The Pee-wee Herman Show: "Sono il ragazzo più fortunato del mondo". David Letterman una volta del personaggio ha affermato: "Ciò che mi fa ridere... è che ha la struttura esterna di un ragazzino monello e precoce, ma sai che è controllato dall'incubo, la manifestazione del male stesso.".
Sebbene il personaggio sia tipicamente allegro e stravagante, Pee-wee mostra effettivamente un lato aggressivo, come è evidente durante la sua feroce battaglia a biliardo con Francis in Pee-wee's Big Adventure. Qui si rende colpevole anche di scherzi vendicativi e, in Pee-wee's Playhouse, occasionalmente fa capricci infantili. Reubens ha affermato che Pee-wee si "reimposta" dopo ogni avventura, le sue esperienze lo cambiano solo leggermente, paragonandolo a Dorothy Gale alla fine de Il mago di Oz.
Sebbene il personaggio di Pee-wee Herman non fosse originariamente pensato per un pubblico di bambini, a metà degli anni ottanta Reubens inizia a plasmarlo come il miglior modello di comportamento possibile, rendendo il suo programma televisivo un programma moralmente positivo che si occupa di temi come la diversità razziale, i quattro gruppi alimentari e i pericoli degli scherzi telefonici, ma in modo non eccessivamente moralista. Reubens è anche attento a ciò che deve essere associato a Pee-wee. Essendo un fumatore accanito, fa di tutto per non farsi mai fotografare con una sigaretta in bocca. Si rifiuta persino di promuovere barrette di cioccolato e altri tipi di cibo spazzatura, mentre cerca di commercializzare i suoi cereali senza zucchero, Pee-Wee Chow, un prodotto che sarebbe stato prodotto dalla Ralston Purina. Pee-Wee Chow non è mai arrivato sul mercato, dopo aver fallito un doppio cieco.
In questo periodo, Reubens inizia a costruire con successo un franchising di Pee-wee comprendente giocattoli, vestiti e altri articoli, generando più di 25 milioni di dollari nel momento di massimo splendore nel 1989. Reubens pubblica anche un libro come Pee-wee, intitolato Travels with Pee-wee (1989). Agli inizi del 2007 la Nike distribuisce un paio di sneakers chiamate Grey/Heather Dunk High Pro SB che utilizza uno schema di colori grigio/bianco con dettagli rossi, ispirati al caratteristico abito di Pee-wee Herman, e un'illustrazione sulla soletta che suggerisce l'arresto di Reubens a teatro.

## Sviluppo

### Creazione ed esordio (1977-1979)
Negli anni settanta Reubens si unisce al gruppo comico di improvvisazione con base a Los Angeles, The Groundlings, rimanendovi come membro stabilmente per sei anni e lavorando con Bob McClurg, John Paragon, Susan Barnes e Phil Hartman. Hartman e Reubens divengono amici intimi, spesso scrivendo lavorando sul materiale reciproco. Reubens scrive sketch, migliora la sua abilità di improvvisare e, con Hartman, sviluppa il personaggio di Pee-wee Herman.
Nel 1977 The Groundlings organizzano uno spettacolo in cui i suoi componenti creano personaggi che si potrebbero vedere in un comedy club. Reubens decide di interpretare un ragazzo che tutti capivano subito che non sarebbe mai potuto diventare un comico, in parte perché Reubens non riusciva realmente a ricordare le battute - aveva difficoltà a ricordare le battute finali e a mettere correttamente in sequenza le informazioni. Pee-wee Herman nasce in quell'occasione. La sua caratteristica risata gutturale, "Ha Ha", seguita da "Heh Heh Heh", diviene lo slogan del personaggio, così come la risposta agli insulti: "Lo so, lo sei, ma cosa sono?" (in inglese I know you are, but what am I?).
Il tipico abito in Principe di Galles grigio di Pee-wee Herman era originariamente un abito sartoriale su misura che Reubens aveva preso in prestito dal regista dei The Groundlings, Gary Austin. Il piccolo farfallino rosso, gli è stato regalato da un conoscente. I successivi vestiti a scacchi indossati dal personaggio di Pee-wee, sono in gran parte ripresi dal frenetico conduttore televisivo di programmi per bambini degli anni cinquanta Pinky Lee. Parte del trucco scenico del personaggio sono inoltre i capelli neri corti, la pelle chiara e il rossetto rosso.
Il nome di Pee-wee Herman deriva in parte dal marchio di armoniche a bocca Pee-wee e dal cognome di un ragazzo energico che Reubens conosceva in gioventù. Reubens pensava che il nome Pee-wee Herman fosse un nome che sembrava troppo reale per essere inventato e un nome che un genitore darebbe a un bambino di cui in realtà non gli importa un granché.
Nel 1979 Reubens debutta con il suo personaggio nello show televisivo The Dating Game, apparendovi per tre volte.

### Prime apparizioni eThe Pee-wee Herman Show(1980-1984)
Nel 1980 Paul Reubens partecipa a un provino per la stagione 1980-1981 del Saturday Night Live, ma non viene accettato nel cast. Inizia, invece, uno spettacolo teatrale con protagonista il personaggio di Pee-wee Herman, che nel 1980 è anche nel film diretto da Tommy Chong Cheech & Chong's Next Movie. Questa è una delle primissime apparizioni del personaggio che, nel film, è un rude addetto alla reception, che vomita oscenità alla polizia e viene perciò arrestato. Il personaggio viene successivamente presentato come Pee-wee Herman, quando si avvicina al palco e bisticcia nuovamente con Cheech & Chong, i protagonisti del film.
Poco dopo l'uscita della pellicola, Paul Reubens porta Pee-wee Herman sul palco vero e proprio, e in quest'occasione Reubens infonde al personaggio una sessualizzazione che viene successivamente attenuata, quando il personaggio passerà dagli spettacoli nei night club alla televisione per bambini, anche se alcune allusioni rimangono ancora evidenti, come ad esempio tra i personaggi di Cowboy Curtis e Miss Yvonne. Lo spettacolo prevede la partecipazione degli ex componenti dei Groundling Phil Hartman e John Paragon, che avrebbero successivamente ripreso entrambi i loro personaggi anche nella serie Pee-wee's Playhouse. The Pee-wee Herman Show viene messo in scena per cinque mesi al Roxy Theatre di Los Angeles, facendo sempre il tutto esaurito, dopodiché la HBO lo riprende e lo manda in onda come speciale televisivo, con il titolo di The Pee-wee Herman Show, l'11 settembre 1981.
In seguito al successo di The Pee-wee Herman Show, tra gli inizi e la metà degli anni ottanta, Paul Reubens fa diverse apparizioni come ospite del celebre talk-show Late Night with David Letterman, apparendovi nelle vesti di Pee-wee Herman. Queste esibizioni rendono popolare il personaggio ancor più di quanto fatto dallo speciale televisivo della HBO, come sostenuto dallo stesso Reubens, che ha affermato che lo spettacolo di David Letterman hanno reso Pee-wee Herman una star. Nel 1983 The Pee-wee Herman Show è in tournée negli Stati Uniti, con tappe molto pubblicizzate al Guthrie Theatre di Minneapolis e al Caroline's di New York. Nel 1984 lo spettacolo fa il tutto esaurito alla Carnegie Hall di New York.

### Pee-wee's Big AdventureeSaturday Night Live(1985)

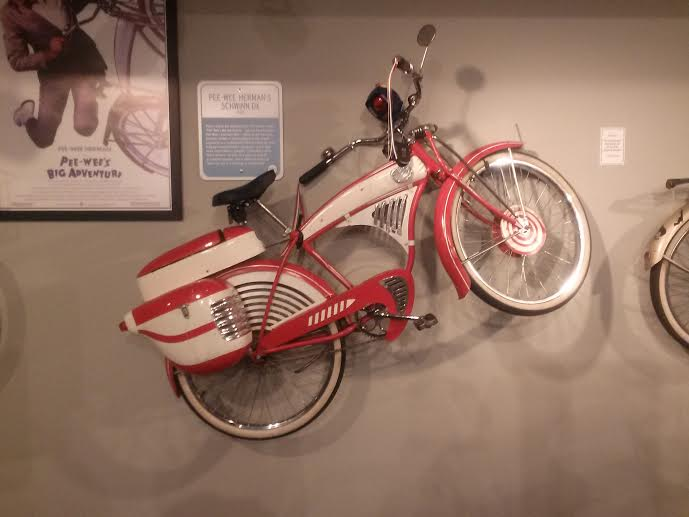
Una delle biciclette Schwinn utilizzate nel film Pee-wee's Big Adventure, esposta al Carnegie Science Center di Pittsburgh, in Pennsylvania

Un giorno, mentre si trova negli studi della Warner Bros., Paul Reubens nota che la maggior parte della gente va in giro in bicicletta e lui chiede così quando gli avrebbero dato la sua. La Warner Bros. gli regala quindi una bicicletta Schwinn degli anni quaranta restaurata. Reubens decide quindi di abbandonare la sceneggiatura che stava scrivendo per un film con protagonista Pee-wee Herman, che avrebbe dovuto essere una rivisitazione parodistica di Pollyanna, per concentrarsi su un nuovo soggetto, basato sullo sconfinato amore di Pee-wee per la sua bicicletta e i suoi sforzi per ritrovarla, una volta che gli viene rubata. Reubens completa la sceneggiatura di Pee-wee's Big Adventure assieme a Phil Harman e Michael Varhol, basando vagamente la storia sul film di Vittorio De Sica Ladri di biciclette. Reubens è anche l'ideatore della Pee-wee Dance, che aveva già messo in scena varie volte prima della realizzazione del film. La regia del film viene assegnata a Tim Burton, qui al suo debutto cinematografico, mentre la colonna sonora al musicista che diventerà uno stretto collaboratore di Burton per tutta la sua successiva carriera, Danny Elfman. Il film viene distribuito il 9 agosto 1985 e, pur ricevendo recensioni contrastanti da parte della critica, ottiene un buon successo al botteghino, divenendo un film cult.
Il 23 novembre 1985 Pee-wee Herman è ospite dell'episodio numero 198 del Saturday Night Live, apparendo in uno sketch tutto suo intitolato Pee-wee Herman Thanksgiving Special, dedicato al Giorno del Ringraziamento, in cui vi interpreta la parte di un pellegrino e che è stato scritto da Phil Hartman, che l'anno successivo sarebbe diventato un membro fisso del cast della trasmissione.

### Pee-wee's Playhouse,Big Top Pee-weee altre apparizioni (1986-1990)
Dal 1986 e per i successivi cinque anni, Pee-wee Herman trova casa sul piccolo schermo con il programma per bambini del sabato mattina, Pee-wee's Playhouse, trasmesso dall'emittente televisiva statunitense CBS. La trasmissione vede Pee-wee Herman nella sua stravagante Playhouse, popolata di sedie parlanti, animali, robot, burattini e personaggi umani, tra i quali Shirley Stoler, Johann Carlo, Gilbert Lewis e Roland Rodriguez, apparsi nei primi tredici episodi, poiché i loro personaggi sono stati successivamente eliminati o affidati a un altro interprete. La trasmissione diviene un successo e lo sarà per tutta la sua messa in onda, vincendo ben 15 Emmy Award.
Il 9 ottobre 1986 Pee-wee è anche il primo ospite di The Late Show Starring Joan Rivers. L'anno successivo ha un cameo nel film diretto da Lyndall Hobbs Back to the Beach. Interpreta poi una sua versione dell'alfabeto in un inserto filmato per Apriti sesamo. Sempre nell'87, appare nella sitcom di successo in prima serata 227, al fianco di Marla Gibbs e Jackée Harry.
Nel 1988 viene girato il seguito di Pee-wee's Big Adventure, Big Top Pee-wee - La mia vita picchiatella (Big Top Pee-wee), la cui regia viene affidata stavolta a Randal Kleiser. Il film ottiene un buon successo, incassando 7 milioni di dollari. Nel film Pee-wee vive in una fattoria dove, assieme a un maiale parlante, Vance (doppiato originalmente da Wayne White), coltiva strane piante, ha una fidanzata, Winnie Johnson (interpretata da Penelope Ann Miller) e finirà per aiutare un circo, costretto a chiudere dopo che una tempesta ha strappato il tendone. Nel film appare inoltre l'attrice italiana Valeria Golino, nella parte di Gina Piccolapupula, trapezista e attrazione principale del circo.
Nello stesso anno Pee-wee si aggiudica una stella sulla Hollywood Walk of Fame, al 6562 di Hollywood Boulevard, nella categoria cinema, e appare nello speciale televisivo Pee-wee's Playhouse Christmas Special. Il programma comprende vari ospiti famosi, tra cui Oprah Winfrey, Cher, Whoopi Goldberg, Grace Jones, Little Richard e Joan Rivers, tra i tanti.

### L'arresto di Reubens (1991)
Nel luglio del 1991, mentre è in visita ai parenti a Sarasota, in Florida, Paul Reubens viene arrestato per essersi masturbato in pubblico all'interno di un cinema per adulti, durante la proiezione dei film Catalina Five-O Tiger Shark, Nurse Nancy e Turn Up the Heat. Gli investigatori sono infatti soliti visitare periodicamente i cinema pornografici e osservare il pubblico, arrestando coloro che siano coinvolti in ciò gli investigatori considerano un'"esposizione indecente". Quella notte vengono arrestati anche altri tre uomini con accuse simili.
La foto segnaletica di Paul Reubens, che non ritrae l'immagine pulita cui aveva abituato il pubblico nei precedenti dieci anni, ritraendolo, irriconoscibile, con capelli lunghi e pizzetto, sciocca l'opinione pubblica e molti pensano che lo spettacolo sia stato cancellato a causa dell'arresto. In realtà lo spettacolo era già stato cancellato l'anno precedente a causa di una combinazione di lamentele da parte di membri della troup oberati di lavoro e dalla sensazione che il personaggio di Pee-wee avesse fatto il suo corso, cosa che portò Reubens a decidere di non realizzare una sesta stagione. Ciononostante, grazie alla popolarità raggiunta dalla serie, la CBS aveva deciso di distribuire comunque Pee-wee Herman Playhouse in syndication. L'arresto ha una grande eco mediatica e sia il personaggio di Pee-wee che il suo interprete divengono oggetto di scherno. Il che porta alla conseguenza che la CBS decida di cancellare la messa in onda della serie Pee-wee Herman Playhouse; Disney-MGM Studios decidano di interrompere la diffusione di un video in cui Pee-wee spiega, come voce fuori campo, come siano state realizzate le scene; Toys "R" Us rimuova i giocattoli di Pee-wee dai suoi negozi. Ciononostante l'attrazione di Disney Star Tours, che comprende un doppiaggio di Paul Reubens, rimane inalterata.
A dispetto della pubblicità negativa sollevata dal caso, molti artisti che conoscono Reubens, come Cyndi Lauper, Annette Funicello, Zsa Zsa Gábor e Valeria Golino, si esprimono in suo favore, sostenendolo. Bill Cosby difende Reubens con le parole: "Qualunque cosa [Reubens abbia fatto, n.d.r.], è stata ingigantita a dismisura". Anche altre personalità, come lo scenografo di Pee-wee Herman Playhouse Gary Panter, S. Epatha Merkerson e il regista di Big Top Pee-wee Randal Kleiser, parlano a suo favore, esprimendosi contro il modo in cui Reubens è stato trattato dai media. Inoltre i fan di Reubens organizzano manifestazioni di sostegno all'attore, quando la CBS annulla la programmazione delle repliche di Pee-wee Herman Playhouse, con diverse dozzine di Pee-weeite che formano picchetti a Los Angeles, New York e San Francisco. Il pubblico più amplio sembra anch'esso simpatizzare per Reubens: la trasmissione A Current Affair riceve "decine di migliaia" di risposte a un sondaggio telefonico su Pee-wee, con il risultato di ottenere risposte in favore di Reubens in proporzione di 9 su 10. Reubens comunque rimane in stato di shock per settimane e per diversi anni verrà perseguitato dall'arresto, rifiutandosi di rilasciare interviste o di apparire in qualche talk-show.
Reubens fa la sua prima apparizione in pubblico, dopo lo scoppio dello scandalo, il 5 settembre 1991 agli MTV Video Music Awards. Salendo sul palco nei panni di Pee-wee, si rivolge al pubblico dicendo: "Avete sentito qualche bella battuta ultimamente?", ricevendo in risposta una standing ovation. Reubens risponde con: "Ha, è così divertente che ho dimenticato di ridere!". Pee-wee appare nuovamente nel 1992, partecipando al tributo a Minnie Pearl del programma radiofonico Grand Ole Opry, trasmesso dall'emittente radiofonica WSM di Nashville, in Tennessee. Reubens in seguito eviterà le interviste e, secondo un articolo del 1991 di Rolling Stone, sembra essersi stancato anche del personaggio di Pee-wee Herman, volendo esplorare nuovi territori.

### Ricomparsa del personaggio (1999-2012)

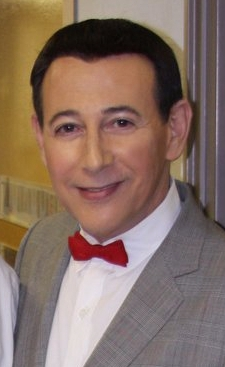
Paul Reubens nei panni di Pee-wee Herman nel 2011

Nel 1999, durante le riprese di Mystery Men, Paul Reubens appare ne The Tonight Show with Jay Leno, rilasciando una delle sue prime interviste fuori del personaggio. Durante l'intervista, Reubens annuncia la sua intenzione a scrivere un nuovo film con protagonista Pee-wee. Nel 2004, in un'intervista di Entertainment Weekly, Reubens manifesta la sua speranza che Hollywood non abbia visto l'ultimo film di Pee-wee. Il 29 novembre 2004, in un'intervista per NPR con Terry Gross, dichiara sussistere una forte possibilità di trasporre Pee-wee's Playhouse in versione cinematografica, oltre a un terzo film. Reubens dichiara che in questo periodo starebbe lavorando a entrambi.
Nel 1998 Fox Family manda in onda le replice di Pee-wee's Playhouse. Il 10 luglio 2006 Cartoon Network replica Pee-wee's Playhouse all'interno del suo programma Adult Swim. I 45 episodi originali dello spettacolo vanno in onda nel blocco dal lunedì al giovedì alle 23:00 del fuso orario orientale. Nell'agosto 2006, la messa in onda di Pee-wee's Playhouse slitta alla mezzanotte.
Nell'ottobre 2006, Reubens appare pubblicamente, nelle vesti di Pee-wee, al Chiller Theatre Expo, una convention di fan della East Coast, assieme alla co-protagonista di Pee-wee's Playhouse, Lynne Marie Stewart. Alla manifestazione firma autografi e posa per foto con i fan.

### Pee-wee's Playhouse: The Movie(2006)
La pre-produzione del terzo film con protagonista Pee-wee Herman per Paramount Pictures, prende il via alla fine dell'estate 2006, con la sceneggiatura di Paul Reubens, scritta contemporaneamente alla trasposizione cinematografica di Pee-wee's Playhouse. Reubens dà notizia di aver terminato la stesura della sceneggiatura durante un'intervista al David Letterman Show (Late Show with David Letterman), rivelando ulteriori dettagli al giornalista di Time Dennis Van Tine. Le rirprese del film sarebbero dovute iniziare nei primi del 2007.
Secondo quanto dichiarato da Reubens, la storia si concentra sui personaggi protagonisti del programma televisivo che finalmente lasciano il teatro (i personaggi raramente lasciano il teatro nella serie televisiva) e si avventurano nel Paese delle Marionette (in inglese Puppetland) e in seguito oltre, vivendo un'epica avventura alla ricerca di uno dei loro compagni scomparso. Reubens definisce il film un road movie. Reubens si sente sicuro di poter ancora interpretare Pee-wee Herman, affermando che, se necessario, come seconda opzione, sceglierebbe Johnny Depp per la parte, sostenendo di averne già parlato con l'attore, che gli avrebbe risposto di pensarci.
Durante il Comic-Con di San Diego del 2011, Reubens dice a MTV che spera che Justin Bieber sia disponibile per apparire in un cameo verso la fine del film. Prosegue affermando che le riprese del film non sono ancora iniziate, ma che lo sarebbero iniziate entro i successivi due mesi.

### The Pee-wee Herman Story(2007)
Già diversi anni prima di cominciare a lavorare alla stesura della sceneggiatura di Pee-wee's Playhouse: The Movie, Paul Reubens scrive una sceneggiatura per quello che definisce "il film oscuro di Pee-wee", ma "non proprio molto oscuro", intitolato The Pee-wee Herman Story. Durante una reunion dei Groundlings, nel 1999, Reubens scherza addiruttura sul fatto che la classificazione del film sarebbe "probabilmente PG-13 o anche R" ma in un'intervista del 2007 a MTV, afferma che non è esattamente così. Reubens lo soprannonima "La valle delle bambole di Pee-wee", perché "ha cose certamente ispirate, se non addirittura prese da quel film". Così Reubens descrive la trama del film a MTV: "È fondamentalmente la storia di Pee-wee Herman che diventa famoso come cantante. Pubblica un singolo di successo e viene portato a Hollywood per girare dei film musicali, un po' come è successo a Elvis. Da lì in poi tutto va in discesa per Pee-wee. Si trasforma in un mostro. Fa tutto nel modo sbagliato e diventa un grande idiota.". È a causa del contenuti per adulti della sceneggiatura di questo film, che Reubens inizia a scrivere la sceneggiatura di Pee-wee Herman's Playhouse: The Movie. Inizialmente, infatti, dovrebbe girare prima il The Pee-wee Herman Story, ma nel giro di pochi mesi Reubens annuncia che molto probabilmente girerà prima Pee-wee Herman's Playhouse: The Movie.
Nasce infine una terza idea, quella di realizzare un film basato sulla realtà, come quelli degli anni ottanta. Nel 2010 Reubens annuncia che sta lavorando a questa sceneggiatura con Judd Apatow, che ha scritto e diretto i film 40 anni vergine (The 40-Year-Old Virgin, 2005) e Molto incinta (Knocked Up, 2007).
Nel 2013 Reubens riferisce che Pee-wee sarebbe tornato presto con un nuovo film che prevede di iniziare a girare nel 2014. Durante la promozione del suo ruolo di doppiatore nel film di animazione I Puffi 2 (The Smurfs 2, 2013), nel quale vi interpreta il puffo Jokey, racconta al Los Angeles Times del suo progetto a lunga gestazione per Pee-wee, affermando che il film ha i finanziamenti, una sceneggiatura pronta e un regista in attesa. In questo periodo circola la voce che Reubens stia anche lavorando a un nuovo programma televisivo, che secondo lui sarebbe potenzialmente un aggiornamento del popolare Pee-wee's Playhouse, aggiungendo che un annuncio più dettagliato sarebbe "imminente". Reubens dichiara: "A meno che non accada qualcosa di imprevisto come la chiusura dello studio, penso che sia molto probabile che entrambi questi progetti si realizzeranno l'anno prossimo.". Nel 2014 viane annunciato che il film sarebbe stato trasmesso su Netflix.

### The Pee-wee Herman Show(2009-2011)
Nel gennaio del 2009 Paul Reubens conferma in un'intervista alla rivista Swindle che ci sarebbero trattative in corso per il ritorno dello spettacolo teatrale Pee-wee Herman Show. Alla fine dello stesso anno, Reubens inizia a promuovere lo spettagolo dal vivo. Appare nei panni di Pee-wee in seconda serata nelle emittenti statunitensi, in programmi come Jimmy Kimmel Live!, The Jay Leno Show, e The Tonight Show with Conan O'Brien. Pee-wee ritorna come ospite anche al penultimo episodio di The Tonight Show con Conan O'Brien e alla rappresentazione di O'Brien' al Radio City Music Hall di New York per The Legally Prohibited from Being Funny on Television Tour.
Dopo che l'originale debutto previsto per il novembre 2009 viene rimandato a causa dell'eccessiva richiesta di biglietti che ha spinto la produzione a trasferirsi in un teatro più grande, lo spettacolo Pee-wee Herman Stage Show: The Return viene inaugurato il 12 gennaio 2010 al Club Nokia di Los Angeles, per un programma di repliche limitato a quattro settimane. Lo spettacolo si trasferisce quindi al Broadway Theatre di New York, allo Stephen Sondheim Theatre, l'11 novembre 2010. Proprio come lo spettacolo originale, la nuova produzione ruota attorno al desiderio di volare di Pee-wee. Comprende 11 attori, 20 burattini e segna la prima replica dello spettacolo dal 1982. Lo show impiega molti degli stessi artisti di scena e il compositore musicale dello spettacolo teatrale originale, nonché alcuni dei membri del cast originale, tra cui Lynne Stewart, nel ruolo di Miss Yvonne; John Moody, nel ruolo del postino Mike, e John Paragon, nel ruolo di Jambi The Genie. Reubens motiva che ha realizzato lo spettacolo spinto dal suo desiderio di vedere realizzata una versione cinematografica di Pee-wee's Playhouse e per il desiderio di "presentare Pee-wee alla nuova generazione che non lo conosceva".
Per promuovere lo spettacolo, il 1º novembre 2010, Pee-wee Herman appare al WWE Raw, al Nassau Coliseum. Durante il programma prende parte ad alcuni sketch dietro le quinte e si confronta sul ring con The Miz e Alex Riley. Il 13 dicembre 2010 l'apparizione gli vale uno Slammy Award come Guest Star Shining Moment of the Year. Pee-wee Herman ritorna al WWE, al WrestleMania XXVII, in un segmento con The Rock e Gene Okerlund, nel quale confessa di essere il più grande fan di John Cena. Lo spettacolo teatrale di Pee-wee del 2010 ottiene numerose critiche positive su varie pubblicazioni di Los Angeles, tra cui l'Orange County Register, il Los Angeles Times e The Hollywood Reporter
Nel 2010 due cortometraggi con protagonista Pee-wee Herman vengono distribuiti direct-to-video: Pee-Wee Gets an iPad!, diretto da Eric Appel, e Pee-wee Goes to Sturgis, diretto da Chad Carter.

### Apparizioni successive (2011-2012)
Il 15 gennaio 2011 Reubens appare al Saturday Night Live nei panni di Pee-wee, in uno scketch raffigurante Andy Samberg e Pee-wee che si ubriacano, facendo un giro su un toro meccanico, che ballano sul brano Tequila e tendono un'imboscata ad Anderson Cooper in un vicolo con una sedia.
Il 1º febbraio 2012 Reubens compare nei panni di Pee-wee alla trasmissione televisiva di Bravo Top Chef: Texas in qualità di giudice. Parte della sfida dei concorrenti comprendeva il guidare una bicicletta simile a quella di Pee-wee per San Antonio, in Texas, raccogliendo gli ingredienti per preparare e servire un pranzo speciale per Pee-wee alla missione di Alamo. La location di Alamo è un riferimento al film di Pee-wee, Pee-wee's Big Adventure, dove un veggente lo truffa dicendogli che la sua bicicletta rubata era nascosta negli scantinati della missione. Durante la registrazione dell'episodio di Top Chef nel complesso di Alamo, l'autore e portavoce del complesso, Tony J. Caridi, ha guidato Reubens in una visita del seminterrato del complesso di Alamo, che viene utilizzato per conservare la merce del negozio di articoli da regalo.

### Pee-wee's Big Holiday(2016)
Da quando Reubens ha ripreso a rilasciare interviste, dopo il suo arresto nel 1991, parla anche delle due sceneggiature che ha scritto per i futuri film di Pee-wee Herman. Reubens ha intitolato la sua prima sceneggiatura The Pee-wee Herman Story descrivendola come una black comedy. Fa anche riferimento alla sceneggiatura come a "un oscuro Pee-wee" o "un adulto Pee-wee", con una trama che vede Pee-wee diventare famoso come cantante dopo aver realizzato un singolo di successo e trasferirsi a Hollywood, dove "fa tutto sbagliato e diventa un gran cretino". Reubens ha inoltre spiegato che il film presenta "molti momenti a là La valle delle bambole". In questo periodo, Reubens pensa che questa sceneggiatura sarebbe stata la prima a entrare in produzione, ma nel 2006 annuncia che avrebbe iniziato a girare la sua seconda sceneggiatura nel 2007.
Il secondo film, un'avventura adatta alle famiglie, si intitola Pee-wee's Playhouse: The Movie, scritta sempre da Reubens, e segue Pee-wee e i suoi amici di Pee-wee's Playhouse in un viaggio avventuroso on the road, il che significa che lasciano la loro la casa per la prima volta e si dirigono verso Puppetland. Tutti i personaggi originali dello spettacolo, sia quelli dal vivo che i pupazzi, sono inclusi nella sceneggiatura di Reubens. La storia è ambientata in un mondo fantastico che ricorda la serie televisiva per ragazzi H.R. Pufnstuf e il romanzo Il meraviglioso mago di Oz.
Nel gennaio 2009, Reubens confessa a Gary Panter che la prima sceneggiatura rifiutata di Pee-wee's Big Adventure (da loro scritta insieme) avrebbe potuto presto ottenere un contratto cinematografico e che sarebbero stati "90 minuti di incredibile bellezza". Nel dicembre 2009, mentre interpreta il suo personaggio, Reubens dichiara che il film è "già pronto, la sceneggiatura è già completamente scritta; è pronto per le riprese". La maggior parte del film si sarebbe svolto a Puppetland e sarebbe pututa essere utilizzata la claymation e che uno dei due film sarebbe stato ambientato in prigione. Ha inoltre affermato che l'utilizzo della CGI per "aggiornare" l'aspetto dei pupazzi sarebbe potuta essere un'opzione da prendere in considerazione, ma tutto sarebbe dipeso dal budget a disposizione del film. Reubens menziona la possibilità di realizzare uno dei due come film d'animazione, sulla falsariga di Polar Express, che utilizza la tecnologia della motion capture, incorporando i movimenti degli attori dal vivo nei personaggi animati. Reubens contatta il regista di Pee-wee's Big Adventure, Tim Burton, per proporgli una delle sceneggiature e parla con Johnny Depp della possibilità di affidargli il ruolo di Pee-wee, ma entrambi rifiutano.
Nel giugno 2010 viene annunciato che Paul Reubens sta lavorando con Judd Apatow a un nuovo lungometraggio di Pee-wee Herman, prodotto dalla Universal Pictures. Reubens e Paul Rust si sarebbero occupati della sceneggiatura. In un'intervista dell'ottobre 2014 per Rolling Stone, Reubens fornisce un aggiornamento sullo stato del film, dicendo: "Sono mesi e mesi che siamo sul punto di essere annunciati... Pensavo che qualcosa sarebbe stato reso pubblico ieri, in realtà, e che saresti stata la prima persona con cui ne avrei parlato. Ma penso che qualcosa verrà reso pubblico molto presto. Verrà realizzato poco dopo il nuovo anno. Vorrei potertelo dire subito, perché... voglio dire, è fantastico. Sarà fantastico. Credo che la notizia che il film sarebbe stato realizzato sia trapelata per la prima volta circa quattro anni fa, e da allora è stata in stallo. Quindi sono davvero pronto che accada. Ma non sto scherzando: è molto imminente."
In un'altra intervista del novembre 2014, stavolta con The A.V. Club, Reubens spega perché la realizzazione del film richieda così tanto tempo, dicendo: "Penso che parte di ciò che è successo con questo progetto sia che è trapelato probabilmente un anno e mezzo o due prima che volessimo davvero che qualcuno lo sapesse. Stavo facendo una sessione di domande e risposte da qualche parte e ho detto che stavo scrivendo un film con un tizio di nome Paul Rust e il giorno dopo un giornalista ha chiamato il mio manager e gli ha chiesto: 'Paul Rust è qualcuno molto legato a Judd Apatow, puoi confermare che Judd Apatow è coinvolto nel progetto?'. L'intera faccenda è trapelata e avevamo appena iniziato. Non avevamo ancora una sceneggiatura o altro, quindi ci è voluto un anno e non so davvero la risposta. Penso che in due anni siano trapelate numerose informazioni premature e poi negli ultimi due anni è stato molto, molto lento coinvolgere le persone giuste, ora abbiamo un'azienda così straordinaria coinvolta e questo è il vero grande annuncio che non è ancora stato fatto."
Il 22 dicembre 2014 viene annunciato che il film sarebbe stato distribuito in anteprima esclusiva sulla piattaforma di streaming on demand Netflix. Il 24 febbraio 2015 Netflix annuncia che il film si sarebbe intitolato Pee-wee's Big Holiday e che avrebbe visto Judd Apatow e Paul Reubens nelle vesti di produttori, John Lee in quella di regista e Reubens e Paul Rust alla sceneggiatura. L'11 marzo 2015 Tara Buck si unisce al cast del film. Le riprese iniziano il 16 marzo 2015. L'8 aprile 2015 Joe Manganiello si unisce al cast, seguito da Jessica Pohly il 19 dello stesso mese.
Il film viene distribuito il 18 marzo 2016 su Netflix, riscuotendo un'accoglienza positiva. Il film è stata l'ultima opera in cui Paul Reubens ha interpretato il personaggio di Pee-wee Herman prima della sua morte, avvenuta nel 2023.

## Interpreti
Pee-wee Herman è stato creato e interpretato in praticamente tutte le sue apparizioni dall'attore statunitense Paul Reubens. Nelle edizioni in lingua italiana delle opere di Pee-wee Herman, Paul Reubens viene doppiato da: Edoardo Nevola (Pee-wee's Big Adventure); Roberto Del Giudice (Big Top Pee-wee - La mia vita picchiatella); Alessandro Quarta (Pee-wee's Big Holiday).
Nel 2021 il personaggio di Pee-wee Herman compare anche nella serie televisiva di animazione di Netflix Paradise Police (Paradise PD), più precisamente nel decimo episodio della terza stagione, dove viene doppiato originalmente dall'attore statunitense Dana Snyder.

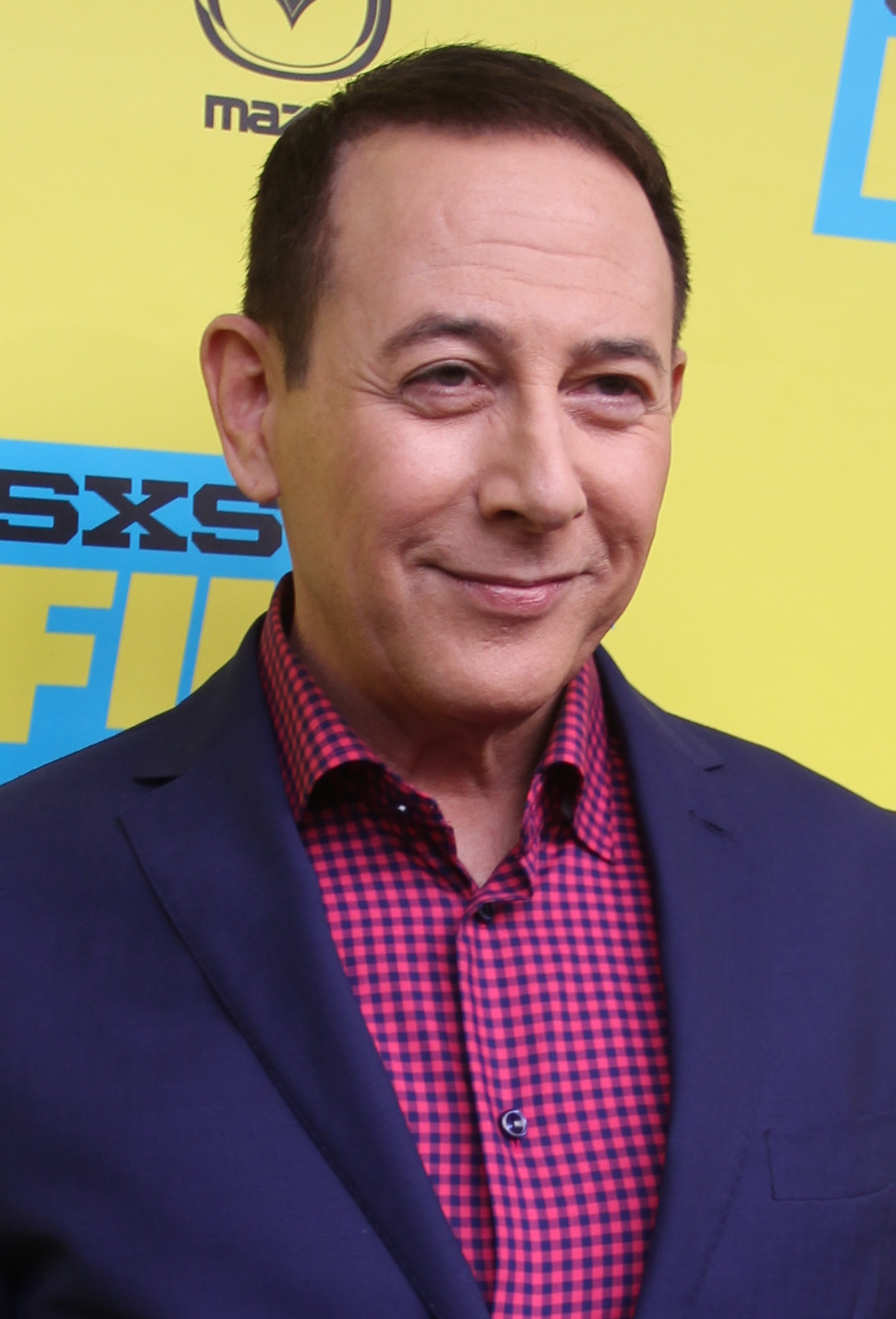
Paul Reubens, interprete di Pee-wee Herman
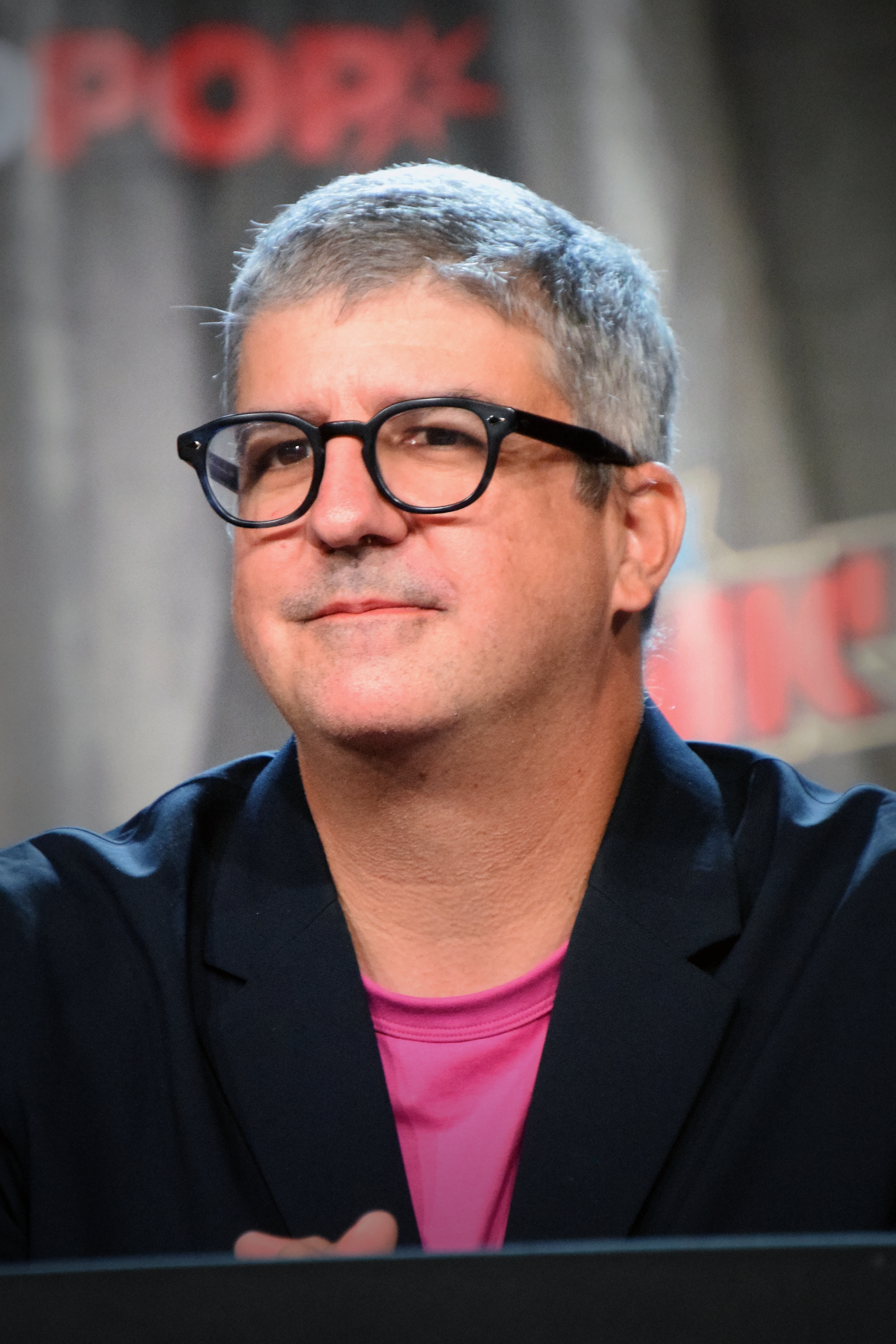
Dana Snyder, voce di Pee-wee Herman in Paradise Police

## Nella cultura di massa
- Nel film Navigator del 1986, diretto da Randal Kleiser, che in seguito dirigerà Big Top Pee-wee - La mia vita picchiatella, la caratteristica risata di Pee-wee's viene emessa più volte dal Drone Trimaxiano Max (doppiato da Paul Reubens), dopo aver "contratto" emozioni e conoscenze degli anni ottanta da David. Questa personalità, che parla con un tono alterato simile a quello di Pee-wee, persiste per il resto del film, in netto contrasto con il tono originale di Max, simile a quello di HAL 9000.
- Il personaggio di Pee-wee Herman compare su tre copertine della rivista Rolling Stone: il numero 493 del febbraio 1987; il numero 614 dell'ottobre 1991, in cui viene stampata una cover story intitolata Who Killed Pee-wee Herman?; il numero 619/620 del dicembre 1991, per lo Yearbook di quell'anno.[86]
- Poco dopo l'arresto di Reubens nel 1991, Jim Carrey impersona Pee-wee Herman nella serie comica di sketch della Fox In Living Color. In seguito, il rapper Eminem imita Herman nella canzone Just Lose It, copiando la sua risata distintiva e persino vestendosi come il personaggio nel video musicale. Eminem in seguito menziona Herman anche in Ass Like That.
- Nel film diretto da John Waters La signora ammazzatutti (Serial Mom) del 1994, compaiono due bambole di Pee-Wee, al fine di pubblicizzarle, malgrado lo scandalo sessuale che aveva colpito l'attore Paul Reubens.[senza fonte]
- Nel 2021, il personaggio di Pee-wee Herman compare, doppiato da Dana Snyder, nel decimo episodio della terza stagione della serie televisiva animata Paradise Police (Paradise PD), Attrazione fetale (Fetal Attraction). Qui Pee-wee Herman è al centro di un piano dell'agente Clappers per far cadere in disgrazia Gerald Fitzgerald. Il piano prevede infatti che alcuni mutanti assumano l'aspetto di Pee-wee Herman per poter entrare nella cittadina di Paradise, nell'Illinois, così da poter registrare uno spot televisivo dal vivo al Super Seedy Motel, cantando la canzone dell'alfabeto. Mentre registrano lo spot, una falsa chiamata fa intervenire Fitzgerald nella trasmissione, dopo che questi ha bevuto dell'acqua e, afferrato da un robot, viene costretto a fare pipì in bocca a Pee-wee Herman mentre questi canta la "O". Così facendo l'intero pubblico americano vedrà Fitzgerald fare pipì in bocca della loro amata icona d'infanzia, facendolo diventare la persona più disprezzata al mondo e rovinandogli definitivamente l'esistenza.

## Merchandising
- Nel 1987 il marchio Matchbox ha realizzato una celebre bambola "parlante" con le fattezze di Pee-wee Herman, come parte di una linea di giocattoli ispirata al programma televisivo Pee-wee's Playhouse.[87] La bambola è alta 17 pollici (43 cm) e indossa il caratteristico completo grigio con farfallino rosso e scarpe bianche di Pee-wee.[87] Sulla schiena ha una cordicella con un anello, tirando la quale il personaggio pronuncia alcune delle frasi tipiche di Pee-wee, come ad esempio: "I know you are, but what am I?" (lett. "So che lo sei, ma cosa sono io?"), oppure: "Hey what’s that? Made you look!" (lett. "Ehi, cos'è quello?" Ti ho fatto guardare!").[87] La Matchbox ha distribuito anche una versione non parlante della bambola e altri personaggi di Pee-wee's Playhouse, quali Chairrey, Billy Baloney e Pterri.[87]
- Nel 2018 la Funko, nella sua linea di action figure caricaturali Pop!, ha commercializzato alcuni personaggi della serie televisiva Pee-wee's Playhouse. La serie comprende: Pee-wee (n. 644), Miss Yvonne (n. 645) e Chairry & Pterri (n. 646).[88][89]
- Sempre la Funko, ha realizzato anche una versione di Pee-wee Herman per la sua linea di action figure caricaturali in vinile Dorbz, con il numero 304.

## Filmografia

### Cinema
- Cheech and Chong's Next Movie, regia di Tommy Chong (1980)
- Pee-wee's Big Adventure, regia di Tim Burton (1985)
- Back to the Beach, regia di Lyndall Hobbs (1987)
- Sulla cresta dell'onda (Back to the Beach), regia di Lyndall Hobbs (1987)
- Big Top Pee-wee - La mia vita picchiatella (Big Top Pee-wee), regia di Randal Kleiser (1988)
- Moonwalker, regia di Jerry Kramer, Jim Blashfield e Colin Chilvers (1988)
- Pee-Wee Gets an iPad!, regia di Eric Appel - cortometraggio direct-to-video (2010)
- Pee-wee Goes to Sturgis, regia di Chad Carter - cortometraggio direct-to-video (2010)
- Pee-wee's Big Holiday, regia di John Lee (2016)

### Televisione
- The Pee-wee Herman Show, regia di Paul Reubens e Marty Callner - special TV (1981)
- Twilight Theatre, regia di Perry Rosemond - film TV (1982)
- Madame's Place - serie TV, episodio 1x34 (1982)
- Lily for President?, regia di Tom Trbovich - special TV (1982)
- The Paragon of Comedy, regia di Wayne Orr - film TV (1983)
- Pee-Wee's Lemonade Stand, episodio di Cheeseball Presents, regia di Alfred Sole, Brian Curry, Kim Dempster e Richard Noble - film TV (1984)
- All Star Rock 'n' Wrestling Saturday Spectacular, regia di Bob Bowker - film TV (1985)
- Pee-wee's Playhouse - serie TV, 45 episodi (1986-1990)
- It's Howdy Doody Time, regia di Dennis Rosenblatt - speciale TV (1987)
- 227 - serie TV, episodio 2x15 (1987)
- Sesamo apriti (Sesame Street) - serie TV, episodi 19x01-19x55-20x01 (1987-1988)
- Sesame Street, Special, regia di Jon Stone - film TV (1988)
- Christmas at Pee-wee's Playhouse, regia di Wayne Orr e Paul Reubens - film TV (1988)
- WWE Monday Night RAW - serie TV, episodi 18x44-18x50 (2010)
- The Pee-Wee Herman Show on Broadway, regia di Marty Callner - film TV (2011)
- Comedy Bang! Bang! - serie TV, episodio 2x12 (2013)
- Paradise Police (Paradise PD) - serie animata, episodio 3x10 (2021)

### Videoclip
- Bryan Adams Reggae Christmas (1984)

## Programmi televisivi
- The Dating Game - game show (1979)
- Saturday Night Live - varietà TV (1984-2010)
- 42nd Golden Globe Awards - special TV (1985)
- 1988 Academy Awards - speciale TV (1988)
- 1991 MTV Video Music Awards - speciale TV (1991)
- 2007 Spike Guys' Choice Awards - speciale TV (2007)
- The Tonight Show with Conan O'Brien - talk show (2010)
- The Tonight Show with Jay Leno - talk show (2010)
- Late Night with Jimmy Fallon - talk show (2010-2011)
- Conan - talk show (2011)
- WrestleMania XXVII - speciale TV (2011)
- Top Chef - reality show (2012)
- 2012 TV Land Award - speciale TV (2012)

## Teatro
- The Groundlings (1977)
- The Pee-wee Herman Show (1980-1981)
- The Pee-Wee Herman Show, regia di Alex Timbers, Stephen Sondheim Theatre, New York (2010-2011)

## Libri
- (EN) Janette Phtgrs Beckman, Travels with Pee-wee, Morton Grove, Illinois, Publications International, 1989.
- (EN) Official Pee-wee Herman Fun Book, Herman Worlds Inc., 2010.

## Riconoscimenti
- Daytime Emmy Awards

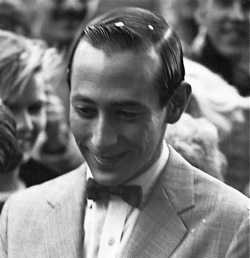
Reubens nel 1985 alla consegna del premio della rivista Harvard Lampoon Elmer Award for lifetime achievement in comedy

  - 1987 - Candidatura alla miglior interpretazione in una serie per bambini a Paul Reubens per il personaggio di Pee-wee Herman
  - 1988 - Candidatura alla miglior interpretazione in una serie per bambini a Paul Reubens per il personaggio di Pee-wee Herman
  - 1990 - Candidatura alla miglior interpretazione in una serie per bambini a Paul Reubens per il personaggio di Pee-wee Herman
  - 1991 - Candidatura alla miglior interpretazione in una serie per bambini a Paul Reubens per il personaggio di Pee-wee Herman
- Elmer Award
  - 1985 - Premio alla carriera
- Hollywood Walk of Fame
  - 1988 - Motion Picture, al 6562 di Hollywood Boulevard[19]
- Slammy Award
  - 2010 - Miglior momento con un ospite speciale Pee-Wee Herman vs. The Miz